# Кедийе, Салаад Габейре
Салаад Габейре Кедийе (сомал. Salaad Gabeyre Kediye, 1933, Харардере — 1972, Могадишо) — сомалийский революционер и военный деятель.

## Биография
Родился в 1933 году. Получил военное образование в Военной академии имени М. В. Фрунзе в Москве, элитном советском образовательном учреждении для подготовки наиболее квалифицированных офицеров армий государств Варшавского договора армии и их союзников. Позднее дослужился до звания генерала в Вооружённых сила Сомали.
15 октября 1969 года во время визита в город Ласъанод на севере страны президент Сомали Абдирашида Али Шермарк был застрелен одним из своих собственных телохранителей. За его убийством 21 октября 1969 года последовал военный переворот (на следующий же день после его похорон), в результате которого пришли к власти высшие представители армии. Военные не встретили какого-либо вооружённого сопротивления и переворот оказался почти бескровным. Лидером путча был генерал-майор Мохамед Сиад Барре, который в то время командовал армией.
Был учреждён Верховный революционный совет Сомали, куда вошёл и Кедийе, который официально был назван «отцом революции». Сам Барре вскоре стал главой совета. Впоследствии страна была переименована в Демократическую Республику Сомали, члены свергнутого правительства были арестованы, политические партии запрещались, парламент и Верховный суд распускались, а действие конституции приостанавливалось.
Вместе с этим вскоре началась борьба за власть внутри самого ВРСС. В 1971 году Кедийе, а затем и вице-президенту Мухаммад Айнаше были предъявлены обвинения в попытке покушения на президента Барре. Оба они вскоре были признаны виновными в измене и вместе с полковником Абдулкадиром Дхеелом были публично казнены в следующем году.

## Предположения о шпионаже в пользу КГБ
В 2005 году кембриджский историк Кристофер Эндрю опубликовал труд под названием The World Was Going Our Way, в котором описываются все операции КГБ в Африке, Азии и Латинской Америки. Эндрю писал в соавторстве с бывшим майором госбезопасности Василием Митрохиным. На основе документов, почерпнутых из архива Митрохина, Эндрю утверждает, что Кедийе был агентом КГБ под кодовым именем «Оператор». Как ни странно, именно сотрудники Службы национальной безопасности (СНБ), крыло разведки ВРСС, обученные при содействии КГБ, произвели арест Кедийи.